# Schwärzdorf (Föritztal)
Schwärzdorf ist ein Ortsteil von Föritztal im Landkreis Sonneberg in Thüringen.

## Geographie
Schwärzdorf liegt südöstlich von Sonneberg, nahe der bayrischen Grenze zum Landkreis Kronach. Südwestlich verläuft die Bundesstraße 89. Schwärzdorf ist von den Erhebungen Schwarzenberg, Knorrn und Hungerbühl umgeben und liegt zu beiden Seiten des Schwarzbaches (Schwarza, Schwärzdorfer Wasser), welcher in die Föritz mündet. Die Föritz bildet wiederum einen Zufluss der Steinach. Die frühere Trasse der Bahnstrecke Sonneberg–Stockheim durchquert die Gemarkung. Auf der 1900/01 errichteten Brücke aus Ziegelsteinen befindet sich heute ein Radweg.
Schwärzdorf ist ein Grenzort. Der Bergkamm des Konreuth im Osten von Schwärzdorf war Grenze von 1681 bis 1918 zwischen dem Herzogtum Sachsen-Meiningen und dem Königreich Bayern, 1920 bis 1934 zwischen Thüringen und Bayern (1934 wurden die Länder per Gesetz aufgelöst, Grenzpfähle wurden im Raum Neuhaus-Schierschnitz entfernt), von 1945 bis 1949 Grenze zwischen der sowjetischen und amerikanischen Besatzungszone, ab 7. Oktober 1949 zwischen der Bundesrepublik Deutschland und Deutscher Demokratischer Republik, seit 1990 wiederum zwischen Thüringen und Bayern.

### Flurnamen
- Süden, Südosten: Auwiesen, Knorrn (Berg), Rutscherbach, Seeacker, Hutteich, Weißenleite, Fabers Leite, Schwarzenleite, Birkenwiese. (Leite bezeichnet einen Berghang)
- Osten, Nordosten: Eichitzwiesen, Eichitzäcker, Mühlgraben, Jahräcker, Hauswiesen, Konreuth (Höhenzug), Bibersgrund, Sulzberg, Wolfsgrube, Mühlleite.
- Norden: Molkenäcker, Löhwiese.
- Westen: Fluräcker, Flurwiesen, Drehers- oder Brücknershügel, Hungerbühl, Hammerschmiede, Gehegwiesen, Gerehnwiesen.[3]

## Geschichte

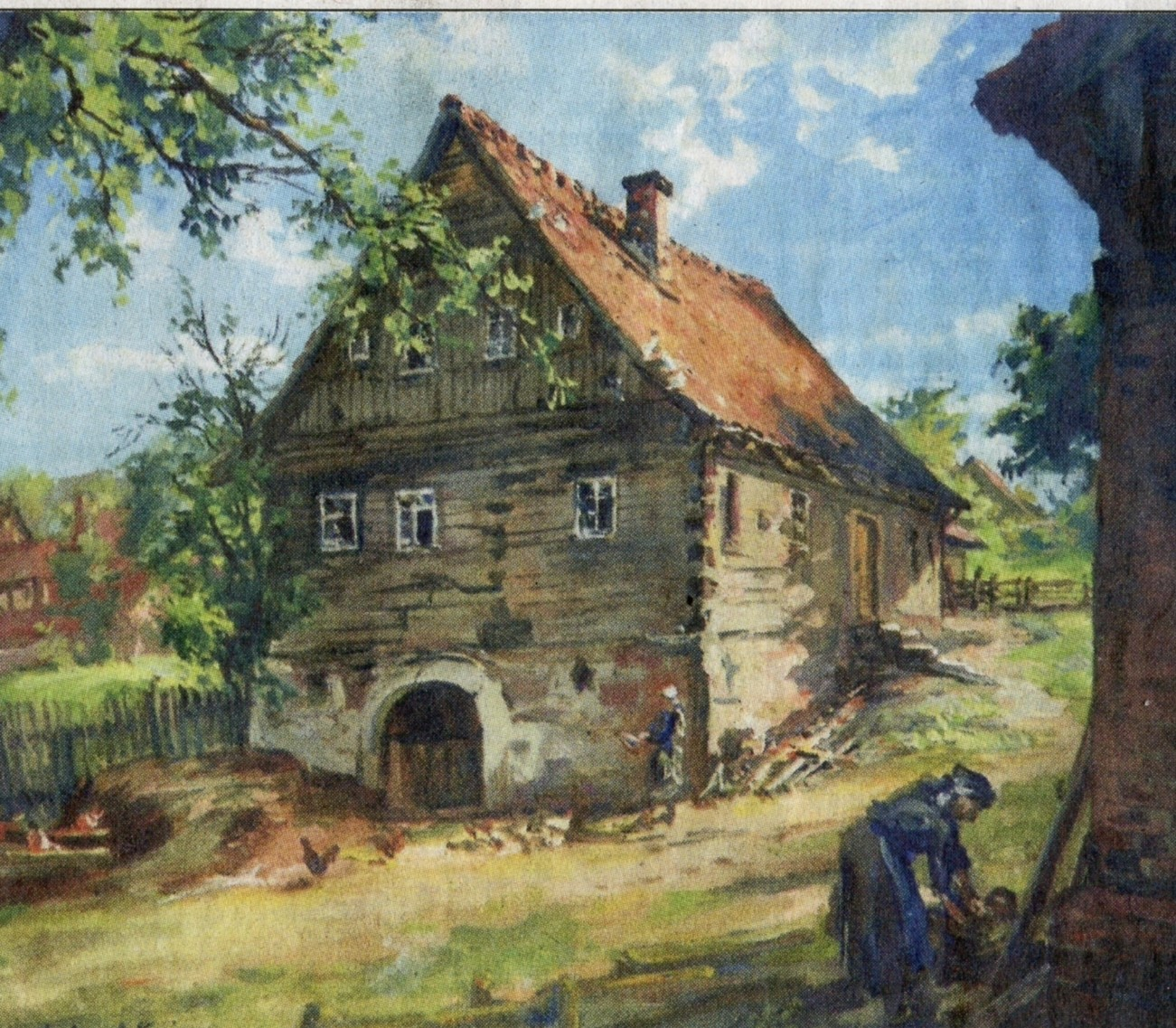
Das Illgenhaus, ein Schwärzdorfer Bauernhaus, Baujahr 1608, gemalt von Armin Reumann 1941 (Privatbesitz). Es wurde kurz darauf abgerissen.

Mit Datum 8. Juli 1151 wurde das Dorf erstmals als „Suerzgereldorf“ in einer Urkunde genannt. In dieser Urkunde bekräftigt vor dem König Konrad III. zu Wirzburg 1150 der Wirzburger Stadtpraefect Graf Poppo von Henneberg, dass er dem Bischof Eberhard II. von Bamberg die Burg Nordeck mit Stadtsteinach (nordöstlich von Bamberg) gegen die vom Bischof gewährte und angeführte Entschädigung an Geld und Gütern übergeben habe, was letzterer bekundet zu Theres 1151 Jul.8. Schwärzdorf ist Teil des Geschäftes, es geht an Eberhard. Die Zuordnung der Urkunde erfolgte im 20. Jahrhundert zu Schwärzdorf bei Neuhaus. 1275 wird Schwärzdorf in einem undatierten Lehensverzeichnis des Kunemund von Sonneberg erwähnt. Das Dorf wird als Swertzisdorf / Swerczisdorf bezeichnet. Die Hälfte des Dorfes ist als Lehen an die niederadligen Kemnater vergeben.
In der Brücknerschen Landeskunde von 1853 wird die Ersterwähnung auf das Jahr 1340 „Swerzlingesdorf“ datiert. Diese Angabe geht zurück auf das Urbarium über die Herrschaft Coburg zirka 1340. Das benachbarte Eichitz wird darin als Wustung Eygenz bezeichnet.
Der Ortsname konnte vom althochdeutschen Personennamen Suerzgerhil abgeleitet werden. Er wäre demnach eine für den Landesausbau typische vom Namen des Patrons abgeleitete Namensform, das Dorf des Suerzgerhil. Schwärzdorf reiht sich ein in die Besiedlung des Frankenwaldes. Ausgelöst durch einen starken Bevölkerungsdruck und begünstigt durch Klimawandel mit Erwärmung wurde diese Besiedlung vom Süden her durch das Bistum Bamberg und durch die Adelsgeschlechter, aus nördlicher Richtung bis zum Rennsteig wohl vom Kloster Saalfeld vorangetrieben. Eine weitere Urkunde aus dem Kloster Michelsberg 1154 scheint sich dem geografischen und zeitlichen Kontext nach auf Schwärzdorf bei Mitwitz zu beziehen. Zur Zeit der ersten Erwähnung war Schwärzdorf der nördlichste Punkt dieses kleinen Abschnittes im damals so genannten Nordwald (von Bamberg aus gesehen). Die nördlichen Nachbardörfer Eichitz und Mönchsberg wurden erst nach 1300 erwähnt, Heinersdorf nordöstlich von Schwärzdorf aber schon 1071. Wüst gefallene Orte der Nachbarschaft waren am Höhenzug Konreuth die Siedlungen Kunreuth, Traindorf und Sulzberg. Der im Spätmittelalter einsetzende Wüstungsprozess wird in der Wissenschaft als ein Konzentrationsprozess interpretiert.
Der als Reihendorf angelegte Ort entstand auf zwei Niederterrassen beiderseits der dort nach Südwesten entwässernden Schwarza. Seit dem ausgehenden Mittelalter hat sich eine gleichmäßige Hofstruktur herausgebildet. Die Hofgrößen lagen über denen des benachbarten Föritz. 1781 wurden die elf Hofanlagen auf 7,75 Bauerngüter veranschlagt. Die häufigsten Familiennamen im kirchlichen Seelenregister von 1793 sind Schindhelm und Heublein. Schindhelm-Familien wohnten zu dieser Zeit in 10 von 17 Häusern. Der Name Schindhelm (Hans) taucht 1576 erstmals in Schwärzdorf in einem Abgabenverzeichnis auf. Der Name Heublein findet sich in einer Erbhofrolle 1522 (Hewblin) und 1611 in Schwärzdorf. Sieben Gehöfte beiderseits der Schwarza bilden den eigentlichen Ortskern. Die Dorfstraße, heute Talstraße, war ein Teil einer alten Wegeverbindung von Schwärzdorf über den Berg Konreuth nach Heinersdorf. Erst im 19. Jahrhundert kam es nach Errichtung der Schule (1845) am nördlichen Rand zu einer lockeren Bebauung entlang der Verbindungsstraße nach Föritz und Eichitz. Das ehemalige Schulgebäude ist die nördliche Begrenzung des Dorfes. In Richtung Westen wuchs das Dorf nach dem Bau der Landstraße von Köppelsdorf nach Neuhaus-Schierschnitz (1838) entlang der 1846 angelegten Verbindungsstraße zu dieser Chaussee (heute Wiesenstraße).
Neue Baugrundstücke entstanden nach dem gerichtlichen Verkauf des 15 Hektar umfassenden Bauerngutes von Johann Gottlieb Heublein (1831–1908) im Jahr 1886 sowie nach dem Verkauf des Bauerngutes von Johann Nicol Zehner (1850–1914) im Jahr 1906 an die Bayreuther Kaufleute Levor. Letztere parzellierten die Flächen und verkauften Bauland.
Ein einzelnes Haus wurde um 1900 an der nördlichen Gemarkungsgrenze von Schwärzdorf (Molkenäcker) nahe der Ortslage Eichitz an der Straße von Eichitz nach Föritz gebaut.
Nach dem Verkauf von ehemaligen Ackerflächen zwischen der 1900 in Betrieb genommenen Bahnlinie und der heutigen B 89 entstand ab 1908 der einen Kilometer vom alten Ortskern gelegene Ortsteil Unterschwärzdorf. Auch hier waren die Kaufleute Levor aktiv.
Mindestens 6 Häuser wurden zwischen 1913 und 1933 nach Bränden (meist aus nicht geklärter Ursache) abgerissen und an gleicher oder anderer Stelle neu aufgebaut.
In der DDR-Zeit wurden, bedingt durch die Lage des Dorfes im 5-Kilometer-Sperrgebiet an der Staatsgrenze zur Bundesrepublik Deutschland, nur wenige Neubauten von Wohnhäusern von den Behörden genehmigt. Nach der Wiedervereinigung 1990 entstanden in Schwärzdorf neun neue Häuser, meist als Lückenbebauung.
Ein Grund- und Hypothekenbuch für Schwärzdorf wurde 1869 erstellt.

### Historische Ereignisse

#### 17. Jahrhundert
Im 30-jährigen Krieg (1618–1648) wurde auch Schwärzdorf von plündernden und mordenden Truppen heimgesucht. Zu Michaelis 1632, 29. September, wird im Kirchenbuch Neuhaus von feindseliger „Blünderung und Mordung“ durch Kaiserliche berichtet. Es kann als Rache gedeutet werden, denn die Neuhäuser hatten zuvor der Schweden bei der (erfolglosen) Belagerung Kronachs unterstützt. Diesem Ereignis fielen in Schwärzdorf zwei Männer (Jörg Rebhan, Johann Össer d.J.) zum Opfer. Insgesamt beklagte der Pfarrer zu diesem Datum 13 Todesopfer in seinem Kirchspiel. Der Pfarrer Georg Eisenwimmer (Eisenbinnerus) verlor 1632 in Neuhaus „all das Seine“ und wurde 1633 in Stressenhausen drei Stunden „henkerisch gemartert“. 1633–1635 fanden wegen der kriegerischen Ereignisse keine Kindstaufen und Trauungen im Kirchspiel statt. Am 2. Mai 1634 wurden die benachbarte Burg und das Dorf Neuhaus angezündet, die Kirche geplündert. Ein ähnliches Schicksal ereilte das benachbarte Heinersdorf. Einige Tote aus Schwärzdorf wurden bis Kriegsende in der etwa acht Kilometer entfernten Stadt Sonneberg sowie in Schwärzdorf in Gärten oder auf Äckern begraben, da es nicht möglich war, zum Schierschnitzer Friedhof zu gelangen. Nachdem das Schierschnitzer Pfarrhaus 1633 durch kaiserliche Truppen niedergebrannt worden war, gaben die Schwärzdorfer Holz für ein Holzhaus als Wohnung für den Pfarrer.

#### 18. Jahrhundert
Im Siebenjährigen Krieg (1756–1763) war auch Schwärzdorf von Truppendurchmärschen und Heereslagern betroffen, wofür die Bewohner zusätzliche Abgaben zu leisten hatten. Meist mussten die in den Häusern einquartierten Soldaten kostenlos verpflegt werden. Im Winter 1760/61 lagerte die „Seybolthische Compagnie“ (Der Sonneberger Chronist Johann Martin Steiner spricht von der Kurtrierischen Armee) im Dorf. Ein Soldat (Johann Martin Benolt) starb im Februar 1761 dort am „hitzigen Fieber“ (Bezeichnung für Typhus oder Infektion mit Streptokokkenbakterien). Der Chronist Steiner schreibt von zahlreichen Todesfällen unter diesen Truppen.
Von einer Hungersnot 1770–1772 infolge dreier verheerender Missernten und Teuerung waren auch die Schwärzdorfer und ihre Nachbarorte betroffen, so starben Michael Schindhelm (46 Jahre) und seine Frau Elisabetha (40) im Mai 1772 im Abstand von drei Wochen, im benachbarten Eichitz Johann Nicolaus Liebermann (53) und seine Frau Barbara (54) im März 1772 am gleichen Tag.

#### 19. Jahrhundert
An den Feldzügen der Napoleonischen Kriege nahmen aus Schwärzdorf Peter Heublein und Peter Schindhelm teil. Von zahlreichen Heereslagern und Truppendurchzügen in der Region war auch Schwärzdorf betroffen, die Einwohner mussten Abgaben leisten.
Durch eine Hungersnot in den Jahren 1816 bis 1818, verursacht durch Missernten und Teuerung, kamen die Schwärzdorfer recht unbeschadet. Während das Kirchenbuch Neuhaus besonders im Ort Neuhaus zahlreiche Todesfälle durch „Mangel an hinlänglichen Lebensmitteln“, „Abzehrung“ und „Auszehrung“ unter Kindern und Erwachsenen beschreibt, finden sich dazu keine Einträge aus Schwärzdorf. Einen Todesfall mutmaßlich durch Verhungern nennt das Kirchenbuch 1838 mit Nicolaus Schindhelm (22 Jahre), der „fast ganz blödsinnig geworden von der Abzehrung“.
1819 betraf eine Typhusepidemie auch Schwärzdorf. Zwei Einwohner (Andreas Brückner, 56 Jahre, und Johann Georg Adam Heublein, 50 Jahre) starben daran. Im Kirchspiel Neuhaus gab es zahlreiche Opfer.
Am deutsch-französischen Krieg 1870/71 nahm der Schwärzdorfer August Stegner (1849–1927) teil.
Im 19. Jahrhundert erfasste die Welle der Auswanderung nach Amerika auch Schwärzdorf. Laut Liste aus dem Staatsarchiv Meiningen wanderten zwischen 1845 und 1860 drei einzelne Männer und eine Familie mit vier Kindern nach den Vereinigten Staaten aus. Die Familie von Friedrich Oberender (1800–1886) siedelte in Pennsylvania, Friedrich Bernhard Stegner (1858–1918) in Wisconsin.

#### 20. Jahrhundert
Am 15. Dezember 1900 wurde die Bahnlinie Köppelsdorf-Stockheim Bahnstrecke Sonneberg–Stockheim eröffnet, die für Schwärzdorf einen wirtschaftlichen Aufschwung brachte und eine Dorferweiterung entlang der Trasse. Es entstand ein Viadukt als Wahrzeichen Schwärzdorfs.
1911 am 5. November wurde die neue Schule von Schwärzdorf nach achtmonatiger Bauzeit eingeweiht.
Im 1. Weltkrieg (1914–1918) wurden 78 Schwärzdorfer Männer zum Kriegsdienst einberufen. 27 Kriegsteilnehmer fielen oder blieben vermisst. Bereits im 1. Weltkrieg arbeiteten (vermutlich aus östlichen Gebieten stammende) Kriegsgefangene auf Bauernhöfen.
1931 am 14. Juni brannte das Gasthaus Alfred Schindhelm/Emil Engel in der Dorfmitte nieder. Es wurde im Juni 1932 an neuer Stelle auf dem gleichen Grundstück, versetzt nach hinten an den 1930 errichteten Saal, wieder aufgebaut und am 10. Juni 1932 eingeweiht.
Ab 1933 wurde vom Vollzug des Gesetzes zur Verhütung erbkranken Nachwuchses eine Schwärzdorfer Person betroffen. Das Gesetz hatte Zwangssterilisationen von behinderten Menschen und solchen, die als behindert galten, zur Folge. Beim Erbgesundheitsgericht (Sonneberg) wurde ein Verfahren gegen einen Schwärzdorfer durchgeführt.
Im Zweiten Weltkrieg (1939–1945) fielen oder blieben vermisst 26 in Schwärzdorf wohnhafte bzw. in Schwärzdorf geborene Männer. Bei einem Unfall beim Übungsschießen der Hitlerjugend nahe Schwärzdorf wurde am 7. März 1944 der (fast) 16-jährige Kurt Häfner aus Weidhausen durch einen Kopfschuss getötet. Während des Krieges arbeiteten Kriegsgefangene oder Ostarbeiter auf Schwärzdorfer Bauernhöfen. Ein größeres Lager für Zwangsarbeiter (vorrangig für die Siemens-Schuckert-Werke) befand sich im benachbarten Neuhaus-Schierschnitz. Vom Bombenangriff amerikanischer Einheiten auf Sonneberg am 14. Februar 1945 unmittelbar betroffen waren zwei Schwärzdorfer Arbeiter (Karl Liebermann und Emil Fischer) bei der Rüstungsfirma Hartwig. Gebäude der Firma wurden zerstört, drei Beschäftigte getötet. Die Schwärzdorfer überlebten unverletzt.
Am 13. April 1945 marschierten die Amerikaner ohne Gegenwehr von Schalkau kommend in Neuhaus-Schierschnitz und wahrscheinlich am gleichen Tag in Schwärzdorf ein (laut Augenzeugenbericht ein Jeep mit Soldaten). Das Sonneberger Land wurde von der dritten US-Armee unter General Georg S. Patton besetzt. Der Verband rückte am 13. April bis Stockheim/Burggrub vor. Anfang Juli 1945 wurde Thüringen von der Sowjetarmee übernommen. Diese kam nach Schwärzdorf laut Augenzeugenbericht mit Pferdefuhrwerken, bewaffnet mit Karabinern. Die erste Kommandantur der sowjetischen Besatzungstruppen befand sich im letzten Haus der Rosengasse. Auch das alte Schulgebäude (damals Haus Ewald Junius) wurde zeitweise belegt. Später zog man in das Haus Steiner in der heutigen Wiesenstraße um. Der Schwärzdorfer Hans Kölling wurde am 11. Oktober 1945 bei Meilschnitz von sowjetischen Grenzwächtern beim Überqueren der Zonengrenze erschossen. Am 3. Juni 1949 wurde beim Überqueren der Zonengrenze nahe Schwärzdorf der Sonneberger Heinz Hetzelt von sowjetischen Besatzern erschossen.
1945/46 wurden im sowjetischen Speziallager Nr. 2 in Buchenwald zwei Schwärzdorfer Brüder interniert. Erich Fischer (1902–1946) kam dort ums Leben. Sein Bruder kehrte nach drei Jahren Haft 1948 nach Schwärzdorf zurück.
Ab Sommer 1945 bis Herbst 1946 flohen Schwärzdorfer Jugendliche im Alter von etwa 16 und mehr Jahren vor der Werwolf-Verhaftungswelle der Sowjetischen Militäradministration zu Verwandten und Bekannten der Familien in die amerikanische Besatzungszone. Eine Liste aus dem Raum Sonneberg weist 78 Namen von verhafteten Jugendlichen aus Oberlind, Rottmar, Gefell, Unterlind, Heubisch, Köppelsdorf, Hönbach, Sonneberg aus. Acht wurden erschossen, 30 starben in Lagern, die sich in Russland befanden. Ihnen wurde vorgeworfen zu einer faschistischen Widerstandsorganisation namens Werwolf zu gehören, die aber im Raum Sonneberg nicht existierte. Schwärzdorfer Jugendliche sind als Opfer auf dieser Liste nicht verzeichnet.
Ab Juni 1952 befand sich Schwärzdorf im Fünf-Kilometer-Sperrgebiet der DDR-Staatsgrenze. Bereits 1948 waren die Grenzübertritte durch verschärfte Überwachung erschwert worden. Zwei Aktionen der Zwangsaussiedlung begleiteten 1952 und 1961 die Maßnahmen zur Grenzsicherung. In Schwärzdorf war von den beiden zentralen Aktionen im Juni 1952 und Oktober 1961 kein Bürger betroffen. Wohnortverweise gab es allerdings in Zusammenhang mit so genannten republikfeindlichen Straftaten wie illegalem Grenzübertritt, Schmuggel, Spionage, staatsfeindlicher Hetze. Die Bewohner der Sperrzone hatten besondere Auflagen zu erfüllen. Gäste konnten nur auf Antrag mit Passierschein einreisen. Errichtet wurde ein Beobachtungsturm der Grenztruppen der DDR. Mehreren Schwärzdorfern, darunter Jugendliche, gelang zwischen 1945 und 1970 die Flucht in den Westen, einige kamen allerdings auch wieder zurück. Zur Verhinderung von Grenzübertritten wurden in der Gemeinde ehrenamtliche Polizeihelfer (im Jahr 1969 25 Mitglieder) und Grenzhelfer eingesetzt.
1967 wurde der Reisezugverkehr auf der Bahnlinie zwischen Sonneberg (Köppelsdorf) und Neuhaus-Schierschnitz eingestellt, den viele Schwärzdorfer (ab Bahnhof Föritz) für den Weg zur Arbeit genutzt hatten. Der Güterzugverkehr endete 1970.
Nach 1972 entwickelte sich das Sperrgebiet für Schwärzdorf zum größeren Problem, als die sieben Kilometer entfernte Kreisstadt Sonneberg aus der Sperrzone herausgenommen wurde. Angehörige aus Sonneberg konnten nun nicht mehr ohne weiteres nach Schwärzdorf kommen. Wer wegheiratete, konnte zwar nach Ausstellung eines zeitlich befristeten Passierscheines noch die enge Familie im Ort besuchen, nicht aber Verwandte oder Bekannte außerhalb des beantragten Ortes. Als Ausgleich für die Beschwernisse des Alltags bekamen die Bewohner des Sperrgebiets eine Sperrzonenzulage. Bis 1958 waren das zusätzliche Lebensmittelkarten, später gab es Lohnzuschläge (für Angestellte mehr als für Arbeiter), Steuererleichterungen und ein etwas verbessertes Angebot von Waren des täglichen Bedarfs. 1973 wurden nach dem Inkrafttreten des Vertrages über die Grundlagen der Beziehungen zwischen den beiden deutschen Staaten (Grundlagenvertrag) Möglichkeiten für den kleinen Grenzverkehr (Tagesbesuche von Westdeutschen) eröffnet. Im Landkreis Sonneberg waren von dieser Besuchsmöglichkeit 21 Gemeinden, die Sperrgebiete, ausgenommen. Die Gemeinde Föritz mit dem Ortsteil Schwärzdorf gehörte dazu.
1983/84 wurden an der innerdeutschen Grenze die Minen gesprengt und Selbstschussanlagen abgebaut. Die Minensprengungen waren deutlich im Dorf zu hören.
1989 endete mit dem Mauerfall das Sperrgebiet für Schwärzdorf. Am 24. November 1989 wurde der für Schwärzdorf nächstgelegene Grenzübergang zur Bundesrepublik zwischen Neuhaus-Schierschnitz und Burggrub geöffnet.
1995 wurde für Schwärzdorf ein Dorferneuerungsplan erarbeitet. Es flossen für Haussanierungen Fördermittel des Freistaates Thüringen. Im Zuge des Dorferneuerungsprogrammes wurden 1996/97 in Schwärzdorf 310 Meter Schulstraße inklusive Straßenbeleuchtung, neuer Wasserleitung und Straßenentwässerung, jedoch ohne Abwasserkanal, saniert.

### Entwicklung der Einwohnerzahl
| Jahr     | Einwohner | Häuser |
| -------- | --------- | ------ |
| ca. 1630 | 012       | 5      |
| 1696     | 11        |        |
| 1781     | 68        | 11     |
| 1803     | 062       | 16     |
| 1809     | 089       | 15     |
| 1823     | 90        | 15     |
| 1838     | 101       | 16     |
| 1839     | 107       |        |
| 1844     | 117       | 17     |
| 1845     | 131       |        |

| Jahr | Einwohner | Häuser |
| ---- | --------- | ------ |
| 1849 | 150       |        |
| 1852 | 163       | 19     |
| 1857 | 173       | 20     |
| 1864 | 163       | 19     |
| 1867 | 171       | 21     |
| 1871 | 194       | 24     |
| 1880 | 216       |        |
| 1890 | 235       |        |
| 1895 | 246       | 29     |
| 1900 | 322       | 35     |

| Jahr | Einwohner | Häuser |
| ---- | --------- | ------ |
| 1905 | 345       | 44     |
| 1910 | 404       | 54     |
| 1919 | 427       |        |
| 1925 | 438       |        |
| 1933 | 351       | 54     |
| 1938 | 357       | 57     |
| 1948 | 406       |        |
| 1995 | 315       |        |
| 2018 | 205       | 70     |
| 2022 | 199       |        |

Am Ende des 30-jährigen Krieges verzeichnet der Amtmann von Neuhaus (Schierschnitz) in Schwärzdorf fünf Häuser mit einer Mannschaft (wehrfähige Männer) von fünf.
Der Anstieg der Einwohnerzahl zwischen 1900 und 1919 erklärt sich aus der Bebauung von Unterschwärzdorf und dem damit verbundenen Zuzug.
Der Einwohnerschwund 1925 zu 1933 erklärt sich aus der verspäteten Einarbeitung der Gefallenen und Vermissten des 1. Weltkrieges in die Melderegister und den durch den Kriegsdienst der Männer fehlenden Geburten. Außerdem war in den Inflationsjahren laut Kirchenbuch eine erhöhte Sterblichkeit zu verzeichnen.
Der Anstieg der Einwohnerzahl im Jahr 1948 ist auf den Zuzug der Vertriebenen aus den deutschen Ostgebieten, in Schwärzdorf vor allem aus dem Dorf Kummernick in Schlesien, zurückzuführen. Später zogen viele dieser Familien mangels dauerhaftem Wohnraum in andere Orte um.

## Religion
Schwärzdorf ist evangelisch geprägt und ebenso wie der nördliche Nachbarort Eichitz nach Neuhaus-Schierschnitz gepfarrt, während der nordwestliche Nachbarort Föritz zum Kirchspiel Oberlind gehört.
Als offizielles Gründungsjahr der Pfarrei Schierschnitz unter Patronat des Klosters Langheim wird 1421 angegeben. Der erste (katholische) Geistliche wurde in Schierschnitz 1475 angestellt, wo die erste Kirche stand. 1528/29 wurde das Kirchspiel evangelisch im Zuge der landeskirchlichen Visitation im Kurfürstentum Sachsen. Die Pfarrkirche zu Neuhaus wurde 1591–1593 erbaut.
Die Schwärzdorfer Kirchweih wird am 2. Wochenende im Juni gefeiert. 1843 wurde das Kirchweihdatum für den 15. und 16. Oktober zusammen mit Eichitz angegeben. 1897 verfügten das herzogliche Staatsministerium und der Sonneberger Landrat, dass die Kirchweihen der Dörfer mit den jeweiligen Mutterkirchen zu begehen seien. Damit musste Schwärzdorf mit Neuhaus feiern. Wie lange diese Regelung anhielt, ist nicht bekannt. Die Kirchweihfeiern, traditionell auf der Wiese neben dem Gasthaus Knobloch, schliefen in den 1980er Jahren ein und wurden 1996 durch den Bayernfanclub Föritz wiederbelebt.
Kirchenbücher mit Schwärzdorfer Einträgen aus der Zeit von 1621 bis 1875 sind im Portal Archion (kostenpflichtig) seit 2020 einsehbar. Den Schwärzdorfern wird in einem Aufsatz des Lehrers Edmund Back um 1900 bescheinigt, „wenig kirchlich gesinnt, oft derb und streitsüchtig und sehr abergläubisch“ zu sein.
Katholische Christen kamen nach 1945 mit den Umsiedlern aus den Gebieten Schlesiens, des Sudetenlandes, Ostpreußens und Pommerns in den Raum Sonneberg und auch nach Schwärzdorf.
1986 planten die evangelischen Kirchgemeinden Neuhaus-Schierschnitz und Oberlind einen neuen Gemeindesaal zwischen Föritz und Schwärzdorf auf dem Gloleshof zu errichten und legten dazu den Grundstein. Der Bau wurde allerdings wegen Finanzierungsschwierigkeiten und rückläufiger Zahl von Gemeindemitgliedern nicht ausgeführt.

## Politik
Schwärzdorf war bis zu seiner Eingemeindung 1950 nach Föritz selbständig.
Belegt sind folgende Grundherrschaftsverhältnisse (über Menschen auf bestimmtem Grund und Boden):
- 1151 Poppo, Burggraf von Wirzeburg (Würzburg), durch Tausch an Eberhard II., Bischof der Bamberger Kirche.[93]
- 1436 Markgraf von Meißen, späterer Bischof von Würzburg Sigismund durch Verkauf (mit weiteren Dörfern und Burg Neuhaus) an Münzmeister Heinz und Günther von Rosenau.[94]
- 1522 laut Erbbuch Neuhaus drei sächsische Güter, drei Güter der niederadligen Kemmater, zwei Güter der niederadligen Schaumberger.[95]
- 1658 und 1672 sind mit den Grundstücken der Schmiede (Hünlein) und Hans Schindhelm dem Weißen Lehen der Truchseß von Wildenheid belegt.[96]

Verhältnisse der Landesherrschaft:
- 1640 Herzog Ernst der Fromme[97]
- 1680–1699 Herzogtum Sachsen-Coburg
- 1699–1735 strittig zwischen Sachsen-Saalfeld und Sachsen-Meiningen
- 1735–1825 Herzogtum Sachsen-Coburg-Meiningen
- 1826–1918 Herzogtum Sachsen-Meiningen[64]
- 1918–1920 Freistaat Sachsen-Meiningen
- 1920 Land Thüringen
- 1934–1945 Gau Thüringen
- 1952 Bezirk Suhl
- 1990 Freistaat Thüringen

Schwärzdorf gehörte zunächst zum Amt Neuhaus, ab 1868 zum Verwaltungsamt Sonneberg.
Die selbständige Verwaltung des Ortes endete erstmals 1923, endgültig 1950. Eine 1923 am 1. April aufgrund einer Verfügung des Thüringer Ministeriums des Innern gegründete Gemeinde Föritz-Schwärzdorf, bestehend aus den Orten Eichitz, Föritz und Schwärzdorf, wurde bereits ein Jahr später wieder aufgelöst. Am 1. August 1924 wurden Schwärzdorf und Eichitz, die seit dem 1. April 1923 mit Föritz zu einer Gemeinde verschmolzen waren, wieder ausgemeindet und selbständige Gemeinden. Am 1. Juli 1950 wurde Schwärzdorf nach Föritz eingemeindet. Anteilig an der Einwohnerzahl der Gemeinde Föritz arbeiteten Schwärzdorfer auch im Föritzer Gemeinderat und seinen beratenden Ausschüssen mit. Föritz ging am 6. Juli 2018 in der neuen Gemeinde Föritztal auf.
Einen eigenen Standesbeamten hatten die drei Gemeinden Schwärzdorf, Eichitz und Föritz von 1876 bis ca. 1960. Der erste Standesbeamte war 1876 für Schwärzdorf, Eichitz und Föritz der Schwärzdorfer Schultheiß Friedrich Zehner (1815–1882). Der letzte Standesbeamte aus Schwärzdorf war Albin Bär (1908–1960) bis 30. Juni 1954. Seine Nachfolgerin Ruth Wicklein aus Föritz war die letzte Standesbeamtin für die Ortsteile der Gemeinde Föritz bis zur Übernahme durch das Standesamt Sonneberg um 1960.

### Liste der Bürgermeister von Schwärzdorf
| Nennung    | Name                    | Lebensdaten   |
| ---------- | ----------------------- | ------------- |
| 1622       | Peter Heublein          | 1569–1634     |
| 1642       | Hans Heublein (Kohles)  |               |
| 1646       | Hans Heublein (Bergner) | ca. 1615–1681 |
| 1672       | Hans Heublein (Veit)    | 1642–1717     |
| 1679       | Hans Heublein (Ößer)    | ca. 1620–1679 |
| 1681       | Hans Heublein (Bergner) | ca. 1615–1681 |
| 1683, 1693 | Hans Schindhelm         | 1632–1716     |
| 1697, 1714 | Hans Heublein, Bergner  | 1666–1739     |
| 1716       | Hans Schindhelm         | 1629–1716     |
| 1717, 1729 | Hans Heublein, der Alte | 1656–1729     |
| 1739       | Johann Heublein         | 1661–1739     |
| 1764, 1775 | Johann Georg Heublein   | 1708–1775     |
| 1777, 1805 | Johann Georg Heublein   | 1735–1805     |

| Nennung    | Name                     | Lebensdaten |
| ---------- | ------------------------ | ----------- |
| 1820       | Johann Nicol Schindhelm  | 1776–1841   |
| 1824       | Johann Georg Schindhelm  | 1777–1824   |
| 1826       | Johann Schindhelm jun.   |             |
| 1838       | Georg Scheler            | [ 123 ]     |
| 1843       | Johann Georg Faber       | 1804–1876   |
| 1851       | Johann Nicol Heublein    | 1807–1887   |
| 1853, 1856 | Michael Barnikol-Oettler | 1814–1873   |
| 1861       | Friedrich Zehner         | 1815–1882   |
| 1867       | Friedrich Schindhelm     | 1833–1883   |
| 18741876   | Friedrich Zehner         | 1815–1882   |
| 1878, 1880 | Johann Paul Faber        | 1845–1895   |
| 1885       | Heinrich Engel           | 1839–1885   |
| 1885       | Georg Schindhelm         | 1832–1893   |

| Nennung    | Name                   | Lebensdaten |
| ---------- | ---------------------- | ----------- |
| 1891–1902  | Georg Barnicol-Oettler | 1853–1926   |
| 1902, 1909 | Eduard Schindhelm      | 1854–1926   |
| 1914–1918  | Reinhold Wicklein      | 1853–1919   |
| 1924       | Max Schindhelm         | 1877–1950   |
| 1933, 1938 | Hermann Schindhelm     | 1881–1963   |
| 1939–1945  | Emil Stegner           | 1889–1955   |
| 1945–1946  | Oskar Liebermann       | 1900–1970   |
| 1947–1949  | Ernst Hauck            | 1903–       |
| 1949–1950  | Fritz Schindhelm       | 1909–1969   |

## Kultur und Sehenswürdigkeiten

### Kulturdenkmale
Auf der Liste der Kulturdenkmale stehen das Kellerhaus in der Talstraße mit der Inschrift über dem Kellergewölbe 1818 (einsturzgefährdet), das Bahnviadukt aus dem Jahr 1900/1901 sowie Grenzsteine des Herzogtums Sachsen-Meiningen und des Königreichs Bayern von 1840 (siehe auch Liste der Kulturdenkmale in Föritztal).

## Wirtschaft und Infrastruktur

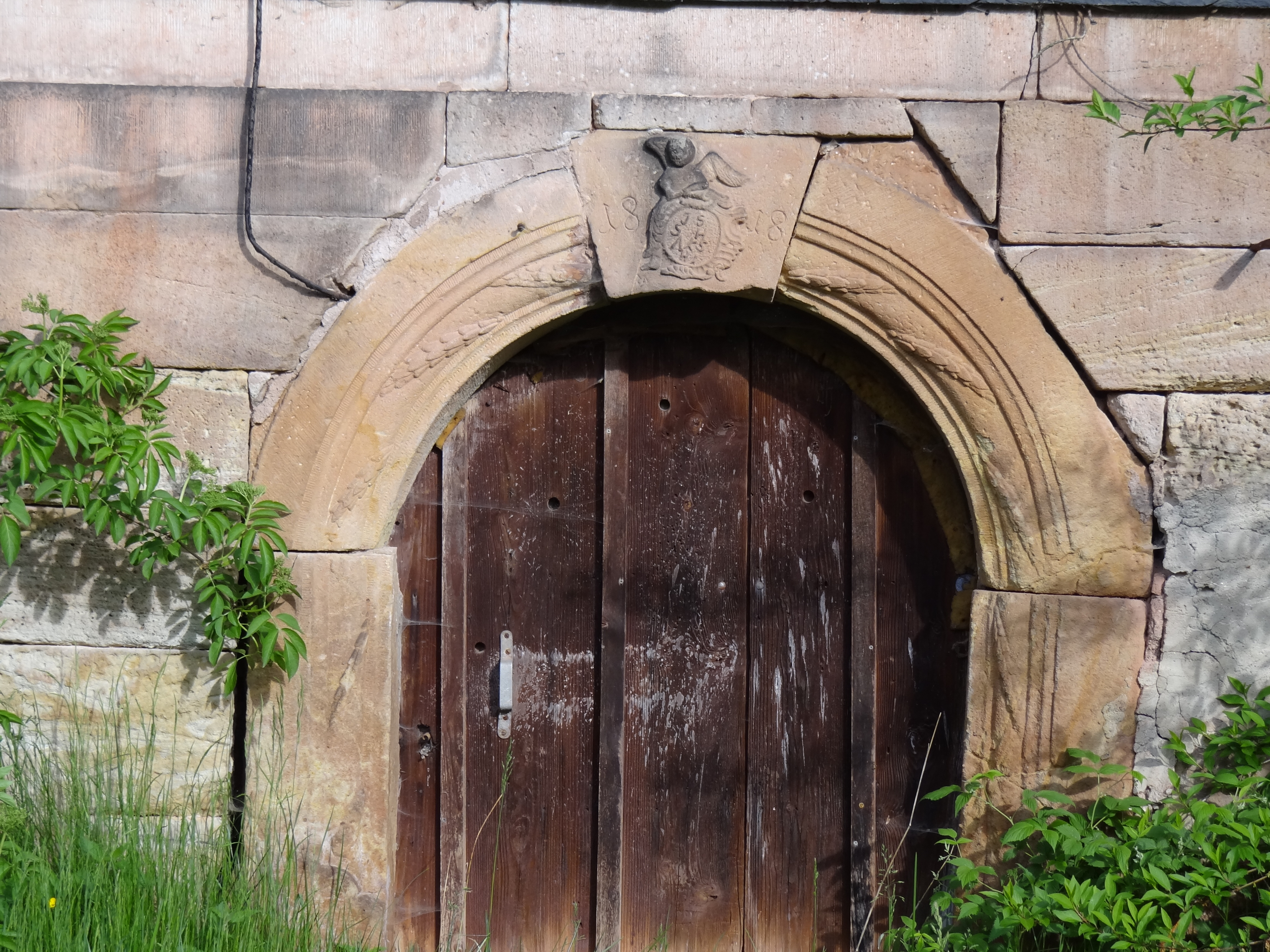
Auf der Denkmalliste: Kellerhaus Talstraße Schwärzdorf

### Unternehmen
Bis zum 19. Jahrhundert ernährten sich die Schwärzdorfer Familien von Viehzucht, Ackerbau und Holzhandel sowie von der Leinenweberei. Im 19. Jahrhundert verdienten Schwärzdorfer Männer ihren Lebensunterhalt auch in den Steinkohlengruben im Stockheimer Becken. Das Steinkohlenvorkommen war 1756 entdeckt worden. Ab 1806 erfolgte von Stockheim ausgehend der intensive Abbau. Bohrungen nach Steinkohle bei Schwärzdorf um 1850 endeten ergebnislos. Der 24-jährige Bergmann Johann Georg Liebermann aus Schwärzdorf kam im Juni 1855 bei einem Grubenunglück zu Tode. Mit der Schließung der Grube „Sophie“ im Mai 1911 endete die Steinkohlenförderung auf Thüringer Seite. Damals war dort noch ein Schwärzdorfer tätig. In Stockheim wurde noch bis 1968 Kohle gefördert. Hier waren bis in die Nachkriegszeit noch Schwärzdorfer tätig.
Die Industrialisierung des Umlandes und die verbesserte Verkehrsanbindung zeigten sich zu Beginn des 20. Jahrhunderts in der Bevölkerungsstruktur. Im Jahr 1900 nährten sich von Landwirtschaft 15, Industrie 26, Hausindustrie 3 und vom Handwerk 8 Familien. Die Fabrikarbeiter fanden Beschäftigung in den Porzellanfabriken zu Köppelsdorf, Hüttensteinach, Burggrub und Kronach und in den Spielwarenfabriken Sonnebergs. An der Spielwaren-Hausindustrie hatten die Schwärzdorfer um 1900 noch einen geringen Anteil. Dies belegt eine Erhebung zur Kinderarbeit von 1898. Demnach waren von 112 Schulkindern 6 zu gewerblicher Tätigkeit (Maskenfabrikation, Farbkästen, Stellmacherarbeiten bis 11 Uhr nachts) herangezogen. Arbeit in der Landwirtschaft wurde nicht erfasst.
Eine in Zusammenhang mit dem Bahnbau 1899 errichtete Dampfziegelei an der heutigen B 89 beschäftigte bis zu 30 Arbeiter. Die dort gebrannten Ziegelsteine zeichneten sich durch eine leuchtend rote Farbe aus. Geschäftsführer waren die Kaufleute Carl Koch und Hermann Peterhänsel (Sonneberg) sowie Wilhelm Koch (Schwärzdorf). Sie überlebte den 1. Weltkrieg nicht. Einer der letzten großen Aufträge waren 180.000 Ziegelsteine für den Bau der Spielwarenexportfirma Paul Koch im Bahnhofsviertel (Marienstraße) in Neustadt bei Coburg. Die Ziegelei-Gebäude wurden 1918 verkauft und 1920 abgerissen. Das Zieglerhandwerk im benachbarten Föritz wird bereits 1679 im Kirchenbuch Oberlind erwähnt.

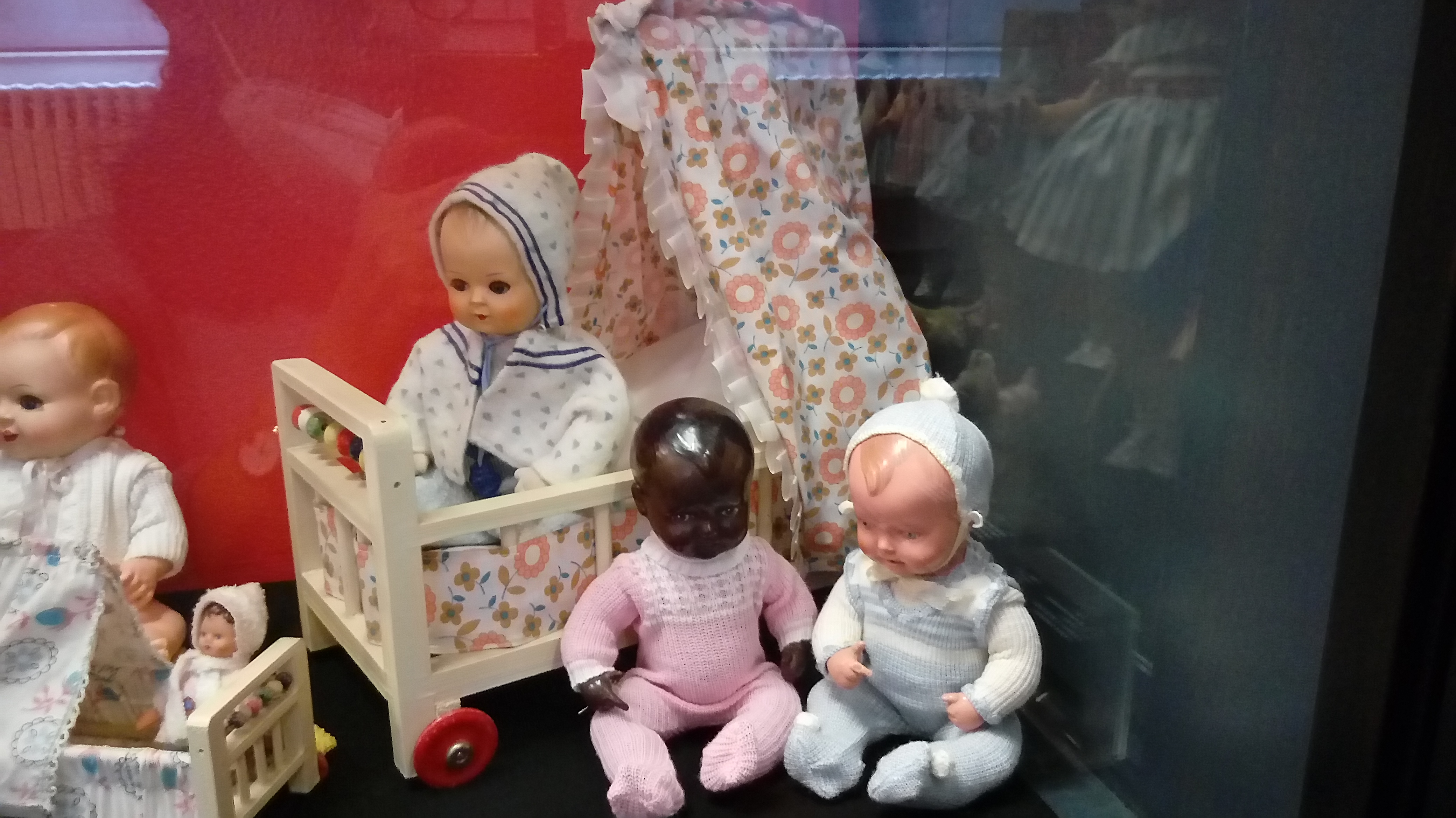
Puppenbett von Emil Fischer, ausgestellt im Deutschen Spielzeugmuseum Sonneberg.

Für die Spielwarenindustrie waren Kleinbetriebe und Familien in Heimarbeit tätig. Max Steiner fertigte in seinem Wohnhaus in der Wiesenstraße von 1925 bis 1934 Stoffbären. Diese nahm der (jüdische) Großhändler Hermann Paas in Sonneberg ab, welcher 1934 Berufsverbot erhielt. An der Kreisstraße (B89) stellte Julius Wicklein bis 1962 Puppen und Puppenbabies her. In den 1960er Jahren produzierte Ewald Junius mit seiner Familie an der Eichitzer Straße im ehemaligen Schulgebäude Dominosteine. Emil Fischer fertigte an der Kreisstraße Puppenbetten und Hula-Hoop-Reifen.
Etliche Schwärzdorfer Spielzeugmacher vereinigten sich in den 1950er Jahren mit anderen Herstellern der Nachbarorte in der Produktionsgenossenschaft des Handwerks (PGH) „Kinderfreude“ mit Sitz in Sonneberg-Steinbach. Diese fiel 1972 der Verstaatlichungswelle der DDR zum Opfer, was einer faktischen Enteignung gleichkam. Der Betrieb ging dann 1981 in den Volkseigenen Betrieb Plüti ein.

### Medien
Schwärzdorf hatte und hat keine eigene Zeitung, keinen Sender und keine eigene Website. Ein Ortsfunk wurde 1967 installiert und 1990 stillgelegt. Vorher fungierten Ausklingler als Verbreiter öffentlicher Informationen. Die letzte Ausklinglerin war Luzie Stumpf (1883–1963). Schwärzdorf gehört zum Verbreitungsgebiet der Lokalausgabe Sonneberg der Tageszeitung Freies Wort, Herausgeber Suhler Verlagsgesellschaft mbH&Co.KG., ein Produkt der Verlagsgruppe Hof, Coburg, Suhl, Bayreuth (HCSB), im Internet unter insuedthueringen.de. Bis 1945 erschienen die Sonneberger Zeitung (archiviert im Stadtarchiv Sonneberg), die Hildburghäuser Dorfzeitung mit „Sonneberger Beiwagen“ (teilweise archiviert im Stadtarchiv Sonneberg) und von 1946 bis 1952 Das Volk (archiviert im Stadtarchiv Sonneberg). Als Anzeigenblatt erscheinen Der Wochenspiegel und Amadeus.

### Öffentliche Einrichtungen
Der heutige Dorfbrunnen entstand aus einer Bohrung nach Steinkohle um 1840. Er wurde 1900 mit einem großen Trog als Viehtränke ausgebaut, 1965 stillgelegt und der Trog 1990 wieder neu aufgebaut. Ein weiterer gemeindeeigener Brunnen bestand 1842 aus einer Quellfassung am Grundstück Faber. Eine frühere Akte über den Bau eines Brunnens in der Gemeinde im Staatsarchiv Meiningen datiert aus dem Jahr 1741. Die erste Wasserleitung wurde 1913 in Zusammenarbeit mit Föritz gebaut und aus dem Geiersbachtal gespeist. Die beiden Gemeinden bildeten dazu einen Zweckverband (Wassergemeinde) und erlaubten der Gemeinde Neuhaus 1915 sich an das Netz anzuschließen. Eine Tiefenbohrung für Wasser im Jahr 1951 mussten die Bürger mit Geld, Bauleistungen, Holzlieferung für das Pumphaus mit finanzieren. Später nutzte die Gemeinde Föritz mit Ortsteil Schwärzdorf Tiefbrunnen in Rottmar. Das am nördlichsten auf Schwärzdorfer Flur gelegene Haus Salbach an der Straße zwischen Eichitz und Föritz erhielt erst 1956 einen Wasseranschluss. 1967 wurde eine Ringleitung Schwärzdorf-Föritz zur Verbesserung des Wasserdrucks gebaut. Das Wasserleitungsnetz wurde seit 1990 im Zuge von Straßenbaumaßnahmen durch die Wasserwerke Sonneberg in der Schulstraße, in der Talstraße, der Märzgasse und zuletzt Wiesenstraße im Jahr 2017 erneuert.
1893 legte Schwärzdorf einen eigenen Friedhof an, die Toten wurden vorher in Schierschnitz bestattet. Der Friedhof besitzt eine kleine Kapelle, die bis in die 1960er Jahre als Leichenhalle diente. Die Gemeinde ließ sie 1955 neu verputzen. Später erhielt sie eine Bestuhlung und wurde in den 1990er und 2010er Jahren saniert. Den Friedhof verwaltet die Gemeinde Föritztal. Zum Bestattungsbezirk gehören Schwärzdorf und Eichitz. Ab 2017 wurden eine neue Zufahrt und ein Parkplatz geschaffen.
Elektrischer Strom kam 1920/21 nach Schwärzdorf durch den Elektrizitätszweckverband Föritzgrund, bestehend aus Föritz, Eichitz, Schwärzdorf, Gefell, Rottmar, Weidhausen. Die Bauarbeiten führte die Reußische Elektrizitätsgesellschaft Müller und Vogel aus. Der Strom wurde in der Mühle Wicklein in Malmerz produziert. Der Transformator wurde im März 1921 eingebaut.
An die zentrale Müllabfuhr wurde Schwärzdorf 1974 angeschlossen. Örtliche Schuttplätze befanden sich vorher in der Rosengasse, am oberen Ende der Märzgasse und an einem Hang an der Schwarza.
Gasleitungen wurden in der Talstraße und Schulstraße 1994 sowie in der Rosengasse 2022 verlegt.
Telefon: Eine öffentliche Fernsprechstelle existierte 1933 bei Bäcker Ferdinand Barnikol-Oettler. Wally Stumpf führte in der Schulstraße nach dem 2. Weltkrieg über Jahrzehnte die öffentliche Fernsprechstelle und trug Telegramme aus. In den 1980er Jahren existierte eine Telefonzelle in der Ortsmitte. 2022 wurden in der Wiesenstraße Glasfaserkabel verlegt.
Einrichtungen zur Versorgung sind erst im 19. und 20. Jahrhundert nachgewiesen.
Gastwirte: Die ersten Gastwirte waren der in Steinbach (bei Sonneberg) gebürtige Johann Nicol Liebermann (1801–1879) sowie der aus Heubisch gebürtige Johann Peter Engel (1808–1850). Letztere Gastwirtschaft wurde unter den Namen Engel, Schindhelm, Faber, Knobloch über fünf Generationen bis 1992 geführt. Der 1875 geborene Wirt Emil Engel wird 1906 auch Fleischer genannt. Die letzte Wirtin Irmgard Knobloch (1930–2018) war im Landkreis und darüber hinaus als Die lustige Witwe bekannt. Eine Bierwirtschaft Heinz, geführt von dem in Fehrenbach gebürtigen und 1875 nach Schwärzdorf eingeheirateten August Theodor Heinz (1848–1885) bestand bis 1886. Die im Haus Wohnenden führten lange den Hausnamen „Wirtser“. Eine Gastwirtschaft Heublein/Schwesinger gab es an der heutigen B89 nach dem 1. Weltkrieg bis etwa 1960. Gegenwärtig gibt es als kleine, nebenberuflich betriebene Gastwirtschaft die „Schwärzdorfer Scheune“ in der Wiesenstraße sowie eine Flaschenbierhandlung in der Talstraße.
Bäcker: Der erste Bäcker im Dorf war Johannes Schindhelm (1849–1934). Die Bäckerei wurde von drei Generationen bis Fritz Schindhelm (Beckenfritz) bis zirka 1960 geführt. Eine weitere Bäckerei eröffnete Ferdinand Barnikol-Oettler (1875–1944) im Jahre 1904. Sie bestand (mit Jahrzehnte währenden Unterbrechungen, Wiedereröffnung 1991) bis 2009.
Einzelhandel: Eine Krämerin wird im Kirchenbuch für Schwärzdorf 1625 mit dem Tod der 79-jährigen Barbara Kosmos erwähnt. Der erste Konsumladen wurde nach dem Ersten Weltkrieg im ehemaligen Schulhaus von Klara Junius (1881–1963) eingerichtet. Die Verkaufsstelle befand sich nach dem Zweiten Weltkrieg bis 1992 im Haus der Bäckerei Barnikol-Oettler. Die Bäckerei wurde 1964 zu einer Verkaufsstelle um- und ausgebaut. Während der Bauarbeiten fand der Verkauf im Saal der benachbarten Gastwirtschaft statt. Gegenwärtig gibt es keine Lebensmittelverkaufsstelle mehr im Ort.
Einen Laden der Raiffeisengenossenschaft für landwirtschaftlichen Bedarf (Saatgut, Dünger) betrieb Oskar Heublein (1875–1971) in der Rosengasse bis kurz nach Ende des 2. Weltkrieges.
Mit Textil- und Wollwaren handelte Albin Bär (1908–1960) an der heutigen B89 bis nach dem 2. Weltkrieg.
Handel mit Steinkohle aus Stockheim betrieb die Witwe Elisabeth Engel, genannt Schusters Wätt, bis zu ihrem Tod 1929.
Eine Gärtnerei existiert als Familienbetrieb Diller an der heutigen B89 seit über 100 Jahren.

### Feuerwehr
Die Schwärzdorfer Dorffeuerwehr löste sich im Jahr 1991 wegen Mitgliedermangel auf. Ihr Gründungsdatum ist nicht bekannt. Das älteste bekannte Brandereignis datiert aus dem Jahr 1659, als bei einem Hausbrand auf dem Anwesen Hans Petz (Bätz) zwei Kinder umkamen. Nach Recherchen Feuerwehr Föritz besaßen die Orte Schwärzdorf und Eichitz bereits zum Ende des 18. Jahrhunderts Gerätschaften zur Brandbekämpfung. Die Pflichtwehr in Schwärzdorf hatte 1792 zwei Handspritzen, eine Feuerleiter und einen Feuerhaken. Ein neues Spritzenhaus wurde im Jahr 1873 in der Nähe der 1845 erbauten Schule erbaut. Das vorherige stand im hinteren Dorf. Der Wöhnersche Teich fungierte auch als Löschwasserteich. In den ersten drei Jahrzehnten des 20. Jahrhunderts war in Schwärzdorf eine Häufung von Brandereignissen (ohne Personenschaden) zu verzeichnen. Im Jahr 1969 wurde mit dem Bau eines neuen Feuerwehrhauses auf dem Gelände der 1911 errichteten Schule begonnen. Es wurde 1974 seiner Bestimmung übergeben. Die Ausrüstung bestand aus einer Tragkraftspritze, zunächst per Hand gezogen, später mit dem Traktor. Während der DDR-Zeit agierte die Schwärzdorfer Freiwillige Feuerwehr auch als „Mädchen für alles“ in Sachen Infrastruktur, hob Gräben für Wasserleitungen und Elektrokabel aus, brachte Straßengräben in Ordnung und organisierte auch Kirchweihfeiern. Wehrführer waren nach 1945: Ernst Hauck, Willy Bätz, Günter Wicklein, Paul Meuchau, Bernhard Buhl, Rolf Genze, Manfred Igler, Wolfgang Steiner, Horst Keller und Günter Ehrlicher. Der älteste Feuerwehrmann war 1991 Karl Backert, Jahrgang 1915 und Feuerwehrmann seit 1937. Die Aufgaben der Brandbekämpfung werden seit 1991 von der Feuerwehr Föritz und weiteren Feuerwehren der Gemeinde Föritztal sowie bei größeren Ereignissen von der Feuerwehr Sonneberg-Mitte wahrgenommen.

### Bildung

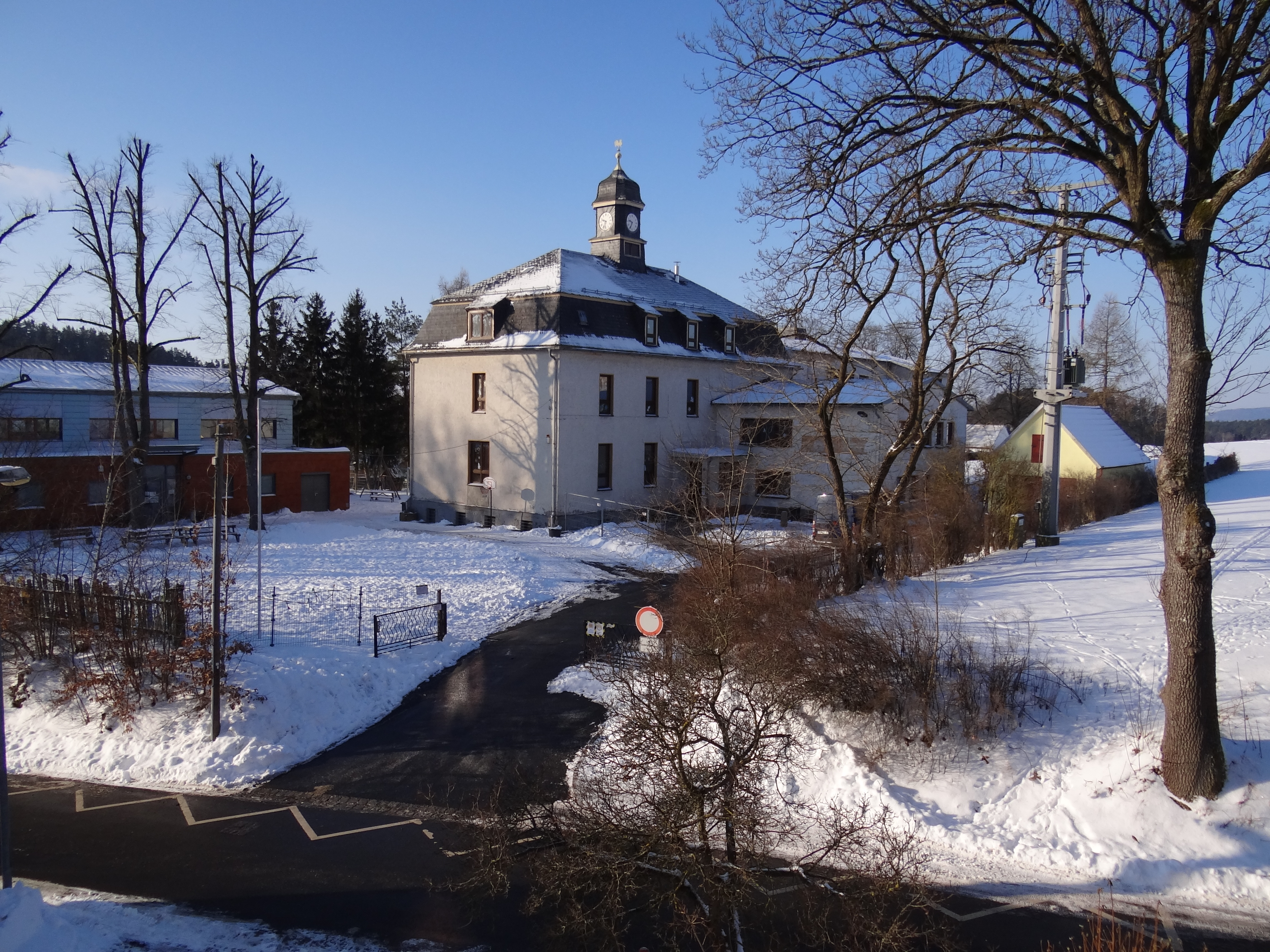
Die 1911 erbaute und in den 1970er und 1980er Jahren erweiterte Grundschule Schwärzdorf.

Die erste Schule wurde 1845 am nördlichen Ortsrand (1853 bezeichnet: „oben vor dem Dorfe“) innerhalb des Schulverbundes Schwärzdorf, Föritz und Eichitz erbaut. Vorher wurden die Kinder dieser Orte reihum in Bauern- und Handwerkerhäusern, in Küchen- und Arbeitsstuben von Laien unterrichtet. Der Aufenthalt in den Dörfern richtete sich nach der Schülerzahl aus dem betreffenden Dorf. Tische und Bänke wurden von Ort zu Ort gebracht. Die ersten nachweisbaren Lehrer (Präceptoren) in Schwärzdorf waren Leineweber Beetz/Bätz aus Gefell zirka 1739, Johann Nicol Heublein aus Sichelreuth 1749 und 1792 der Schneider Johann Peter Häfner (1761–1836) aus Neuhaus (Schierschnitz). Spätere Lehrer waren am Lehrerseminar in Hildburghausen ausgebildet worden. Als ältester Lehrer ist 1843 verzeichnet der 81-jährige Adam Wilhelm Ungerecht (1762 Helba – 1847 Eichitz), der 23 Jahre in Schwärzdorf und Eichitz tätig war. Die Zahl der Kinder unterlag zwischen 1789 und 1890 starken jährlichen Schwankungen. 1844 wurden laut Schultabelle 52 Kinder aus Schwärzdorf und Eichitz in drei Klassenstufen im Alter von 5,5 bis 14,5 Jahren beschult.
Der Schulbau von 1845 erfolgte verspätet, ein Erlass Herzog Georg II. von Sachsen-Meiningen zum Schulbau wurde ignoriert. (Im benachbarten Neuhaus hingegen bestand bereits vor dem 30-jährigen Krieg eine Schule. ) Bereits 1870 sollte wegen höherer Schülerzahlen eine neue Schule errichtet werden. Die drei Gemeinden wurden sich allerdings bis 1899 dazu nicht einig und es fehlte vor allem das Geld dazu. Größere Um- und Erweiterungsbauten gab es 1870 und 1899. In dieser Schule wurden im Jahr 1899 aus den drei Gemeinden 144 Kinder von einem Lehrer (Edmund Back) unterrichtet. 1910/11 erfolgte schließlich ein Schulneubau südlich des alten Standortes. Diesen finanzierten die Gemeinden Schwärzdorf und Eichitz. Föritz war aus dem Schulverband ausgetreten. Es stellte als industrieller Vorort bedingt durch starken Zuzug die Mehrzahl der Kinder und hatte 1900 für seine 87 Kinder eine eigene Schule mit zwei Lehrsälen erbaut.
Auch die Erwachsenenbildung fasste in Schwärzdorf Fuß. Ein 1928 gegründeter Volksbildungsausschuss in der Gemeinde organisierte zahlreiche Vorträge, unter anderem mit dem Astronomen Cuno Hoffmeister.
1950 wurden die beiden Schulen von Föritz und Schwärzdorf wieder vereinigt zur Zentralschule. Nach 1950 wurden auch die Kinder von Weidhausen (nach Gebietsreform von 1950 Ortsteil von Föritz) hier aufgenommen. Vorher waren diese in Malmerz und Köppelsdorf beschult worden. Die Schwärzdorfer Schule fungierte in der DDR-Zeit als „Polytechnische Oberschule Föritz“ für die Klassen eins bis acht. Ein Schulbus für die Schüler aus den Ortsteilen fuhr erstmalig ab Oktober 1975 im Winterhalbjahr und ab 1976/77 ganzjährig. Sie trug ab 1976 bis 1990 den Namen Rudi Arndt. Bis in die frühen 1970er Jahre wurden die Klassen eins und zwei noch im Schulgebäude Föritz unterrichtet. Teilweise wurde auch die Föritzer Gastwirtschaft Steiner für den Unterricht genutzt. Die Klassenstufen neun und zehn absolvierten die Schüler dann in Neuhaus-Schierschnitz, bei einem hohen Schüleraufkommen zu Teilen auch in Köppelsdorf. Die Schule erhielt einen Anbau mit Sanitäranlagen, Werkraum, Fotolabor und zwei Klassenzimmern im Jahr 1976, einen weiteren großen Anbau von Klassenräumen 1987 sowie eine Turnhalle 1988. 1987 bis 1989 wurden in Schwärzdorf dann auch die Klassenstufen neun und zehn beschult.
Ab 1990 wurde die Schwärzdorfer Schule als Grundschule Föritz eine selbständige Grundschule. Sie nahm nach Schulnetzreformen im Landkreis Sonneberg auch die Kinder aus der Mupperger Grundschule und der Schierschnitzer Grundschule auf, welche geschlossen wurden. Mit Mitteln aus dem Konjunkturpaket II wurde 2009 die Turnhalle saniert. Inzwischen ist Schwärzdorf/Föritz Teil der Gemeinschaftsschule „Joseph Meyer“ mit Hauptstandort im Föritztaler Ortsteil Neuhaus-Schierschnitz. Hier werden mit Ausnahme des Judenbacher Einzugsgebietes die Schüler aus der gesamten Gemeinde Föritztal unterrichtet. Pläne sehen mit Stand 2023 vor, künftig alle Schüler von Klasse eins bis zehn (nach derzeit laufendem Anbau und noch zu tätigender Sanierung der Gebäudesubstanz) am Schulcampus Neuhaus-Schierschnitz zu unterrichten. Die Schwärzdorfer Schule soll dann lediglich als Ausweichgebäude bei Sanierungen anderer Schulen genutzt werden.

### Verkehr
Die erste Straße (Dorfstraße, Schwärzdorfer Straße, heute Talstraße) umfasst den ursprünglichen Siedlungskern. 1846 wurde die Verbindungsstraße des Dorfes zur 1838 gebauten Chaussee Köppelsdorf-Neuhaus angelegt (Wiesenstraße). Dazu musste im unteren Teil ein Damm aufgeschüttet werden. 1870 wurde die Verbindung zwischen Schwärzdorf und Föritz befestigt, die vorher ein tiefer Hohlweg war.
Schwärzdorf wurde durch die Eisenbahn im Jahr 1900 verkehrstechnisch besser erschlossen. Die Bahnlinie von Köppelsdorf nach Stockheim diente dem Anschluss des Sonneberger Wirtschaftsraumes an die Hauptbahnlinie München-Berlin bei Stockheim. Das Ortsbild von Schwärzdorf prägt seit dem Bahnbau das dreibogige Viadukt aus Ziegelsteinen über die Wiesenstraße, die in der Dampfziegelei in Schwärzdorf hergestellt worden sind. Diese war in Zusammenhang mit dem Bahnbau entstanden und beschäftigte bis zu 30 Arbeiter. Am 15. Dezember 1900 konnte der 6,2 Kilometer lange Teilabschnitt Köppelsdorf-Neuhaus bei Sonneberg übergeben werden. Der Haltepunkt befand sich in Föritz. Von Zerstörungen blieb die Strecke während des 2. Weltkrieges verschont. Infolge der deutsch-deutschen Teilung jedoch unterblieben Sanierungsarbeiten. Der Reisezugverkehr wurde am 24. September 1967 eingestellt, der Güterverkehr im Oktober 1970. Ab 1972 wurden die Gleise abgebaut. Der einst mit der Hand ausgegrabene Bahneinschnitt zwischen Schwärzdorf und Neuhaus-Schierschnitz wurde Anfang der 1990er Jahre zur Bauschuttdeponie erklärt und zugeschüttet. Im Zuge eines Radwegeförderprogramms wurde die Bahntrasse auf Schwärzdorfer und Föritzer Gebiet 2010 zu einem Radweg.
Nach dem Ende des Zugverkehrs übernahmen (meist überfüllte) Omnibusse des VEB Kraftverkehr die Beförderungsleistung des öffentlichen Personennahverkehrs, nach 1990 die Omnibusverkehrsgesellschaft Sonneberg. Eine Bushaltestelle befindet sich an der B 89, einen Kilometer vom alten Ortskern entfernt. Die Schulbusse an der Schule Schwärzdorf können auch von Bürgern genutzt werden, da es sich um öffentliche Linien handelt.

### Vereine
Von den in Schwärzdorf tätigen Vereinen ist heute noch der hier gegründete Obst- und Gartenbauverein (heutiger Ortszusatz Föritz) aktiv. Er wurde am 1. Mai 1920 von 12 Schwärzdorfern zur Verbesserung der Lebensmittelversorgung gegründet, nahm die aktive Arbeit aber erst 1928 auf, als sich die wirtschaftliche Lage in der Region stabilisiert hatte.
Unter Mitwirkung von Schwärzdorfern gegründet wurde 1911 auch der (heute noch aktive) Kleintierzuchtverein Föritz.
Belegt sind folgende wieder erloschene Vereine:
- Gesangsverein Singkranz, gegründet 1902 unter Dirigent Edmund Back,[18][76] nach dem 2. Weltkrieg weitergeführt als Volkschor[185] und ab 1954 durch den Konsum-Kreisverband Sonneberg als Konsumchor,[186] Dirigenten unter anderem die Lehrer Werner Liebermann, Bernd Klose, Gustav Löffler, erloschen wegen Mitgliederschwund 1966.[187]
- Mandolinenverein, gegründet 1923 durch den Friseur Robert Schindhelm.[18]
- Landwirtschaftlicher Verein, gegründet 1907 von Bauern aus Schwärzdorf, Eichitz und Föritz, besonders aktiv in den 1920er Jahren mit Vorträgen und der Organisation von maschinellen landwirtschaftlichen Arbeiten.[18]
- Herdbuchverein zur Förderung der Rinderzucht des Simmentaler Schlages Schwärzdorf, Eichitz, Föritz, Mark, Gessendorf, Malmerz und Weidhausen, gegründet 1908.[188]
- Turnverein, gegründet 1887,[189] 1. Fußballclub Schwärzdorf[76] und Radfahrerverein (gemeinsam mit Föritz).
- Kriegerverein Föritz, Eichitz, Schwärzdorf, gegründet 1908.[190] Seine Fahne wurde 1912 mit einem großen Fest geweiht.[191] Er sammelte 1925 für ein Kriegerdenkmal in Schwärzdorf. Weil die erforderliche Summe nicht aufgebracht werden konnte, beteiligte er sich an dem Denkmalbau vor der Kirche in Neuhaus-Schierschnitz.[192] Der Verein bestand mindestens bis 1937.[193]

Aufschwung für das kulturelle Leben und die Vereine in Schwärzdorf brachte 1930 der Saalbau am Gasthaus Emil Engel, Inhaber Alfred Schindhelm, finanziert durch die Familien Hermann Schindhelm und Emil Engel. Der Saal wurde bis Mitte der 1970er Jahre öffentlich genutzt, unter anderem zum Sportunterricht der Schule. Später wurde er als Lager an einen Spielwarenhersteller vermietet, nach 2010 teilweise abgerissen und zu Wohnzwecken umgebaut.

### Land- und Forstwirtschaft

#### Ackerbau und Viehzucht
Die landwirtschaftliche Nutzfläche der Gemarkung Schwärzdorf beträgt (im Jahr 2020) 112,5 Hektar. Wald sind 98,7 Hektar, Gewässer 1,5 Hektar Fläche.
Um 1650 wurden vom Amtmann von Neuhaus in Schwärzdorf mit fünf Wohnhäusern (in einem Vergleich von vor und nach dem 30-jährigen Krieg) gezählt: von 30 Rindern noch 10 sowie 4 von 4 Schweinen. Pferde und Schafe gab es laut dieser Statistik keine.
Die Brücknersche Landeskunde von 1853 gibt als Viehbestand von 25 Familien 133 Rinder, 106 Schweine, 25 Schafe und 24 Ziegen an. Eine Viehzählung von 1904 ergab 111 Rinder, 98 Schweine und 68 Ziegen. Der Rückgang bei den Rindern erklärt sich aus mehreren Ausbrüchen der Maul- und Klauenseuche im Dorf. Wurden von den einzelbäuerlichen Betrieben bis 1960 noch Rinder gehalten, die als Zugtiere, als Fleischlieferant und als Milcherzeuger dienten, so rückte nach der Mechanisierung der Feldarbeit und der Gründung der Landwirtschaftlichen Produktionsgenossenschaften Rassen mit hoher Milchleistung in den Vordergrund. Erst ab 1912 tauchen Pferde in den Viehzählungen auf, Gespanne wurden vorher von Ochsen und Kühen gezogen. 1929 gab es in Schwärzdorf zehn Pferde.
Die Angabe von mehreren Leinewebern im kirchlichen Seelenregister von 1793 legt nahe, dass zu diesem Zeitpunkt in Schwärzdorf Flachs angebaut wurde. Aus der Liste an abzugebenden Naturalien für den Lehrer (Präceptor) Caspar Breitung von 1817 gehen folgende landwirtschaftlichen Produkte hervor: Korn, Weizen, Gerste, Dinkel, Hafer, Erbsen, Linsen, Rüben, nicht aber Kartoffeln. (Im Sonneberger Land begann der Kartoffelanbau in größerem Stil nach der Hungersnot von 1770/71.) 1853 besaß die Gemeinde drei Feldstücke. Um 1900 wurden auf den Feldern um Schwärzdorf angebaut: Roggen, Hafer, Rotklee, Kartoffeln und Kohlrüben. Ab 1960 wurden die Genossenschaften verpflichtet Mais anzubauen. Heute erfolgt überwiegend Anbau von Mais, Raps und Futtergras.
Im März 1960 wurde in Schwärzdorf die Landwirtschaftliche Produktionsgenossenschaft (LPG) „Schwarzatal“ mit 11 bäuerlichen Mitgliedsbetrieben als 31. LPG im Landkreis Sonneberg gegründet, Vorsitzender war der Dorfschmied Armin Schindhelm. Eine im September 1959 eingesetzte Agitationsbrigade zugunsten der LPG und deren Nachfolger ab Januar 1960 hatte zuvor erheblichen Druck insbesondere auf die Schwärzdorfer Bauernschaft ausgeübt, wobei auch die Erfahrungen mit der Zwangsaussiedlung von 1952 eine Rolle spielte. Die kleine Genossenschaft schloss sich im März 1968 mit den Genossenschaften von Föritz, Weidhausen, Eichitz und Steinbach (Sonneberg) zur LPG Eintracht zusammen (Vorsitzender Matthias Niedeggen). Pläne dazu hatte es bereits 1962 gegeben. Die Liste der Mitglieder zählte 25 Schwärzdorfer, davon 10 als Rentner nicht mehr mitarbeitend. Die Genossenschaft legte zahlreiche Felder zusammen, um die maschinelle Bearbeitung zu erleichtern. Dabei wurden Feldraine vernichtet mit Auswirkungen auf den Niederwildbestand. Der Rebhuhnbestand erlosch in Schwärzdorf. Außerdem wurden alte Fußwege weggeackert, zum Beispiel nach Gessendorf und Föritz sowie der Fußweg zum Hungerbühl. Begradigt bzw. verlegt wurden auch Teile der Flussläufe von Föritz und Schwarza. Die Produktion der Genossenschaft wurde auf Milch und Rindfleisch ausgerichtet. Zur Schaffung einer Jungviehweide wandelte die LPG 1973 35 Hektar Ackerland um Schwärzdorf, Eichitz und Föritz zu Weideland um.
1974 baute das Volkseigene Gut Eisfeld auf der Höhe zwischen Schwärzdorf und Föritz einen Jungrinderstall mit 360 Plätzen sowie Futterlager, Gerätehallen und Verwaltungs- und Sozialgebäude. 1979 wurde ein zweiter ebenso großer Stall gebaut. Der landwirtschaftliche Komplex wurde nach 1990 von einem Bauern aus Unterschwärzdorf bei Mitwitz gekauft. Nach dem Ableben des Besitzers wurde der Hof nicht weitergeführt. Seit 2020 wird ein Teil als Pferdestall genutzt.
Hauptberuflich betriebene Landwirtschaft gibt es in Schwärzdorf nicht mehr. Gehalten werden ca. 30 Pferde (Eigentum und Pensionspferde), 6 Schweine und 3 Schafe. Ein Landwirt ist im Nebenerwerb (Pflanzenproduktion und Wald) tätig.

#### Waldwirtschaft
Als gute zusätzliche Einnahme gibt die Topografie des Kessler von Sprengseysen 1784 den Holzhandel der Schwärzdorfer mit Kronach an. Dementsprechend wurde die Waldwirtschaft angepasst.
Als natürliche Vegetation dieser Höhenlage des Frankenwaldes wird die Buche angesehen. Natürliche Fichtenvorkommen werden erst ab einer Höhenlage von 730 Metern, zum Beispiel im Tettauer Winkel, angenommen. Die wichtigsten Begleiter der Buche waren in den tieferen Lagen Traubeneiche und Eibe. Letztere wurde durch den Eibenholz-Handel mit Nürnberg und wegen ihrer Giftigkeit für das Vieh entlang den Wegen sowie durch Kahlschlag und Rehwild dezimiert. Entlang der Bachläufe stünden natürlich Erlen und Eschen sowie Traubenkirschen. Zwischen 1500 und 1800 wurde die Buche im gesamten Frankenwald zurückgedrängt und durch die besser flößbare Tanne ersetzt. Die Tanne wiederum wurde nach 1830 nach Sturmschäden durch die robustere Fichte verdrängt.
Bis zur Zentralisierung der Viehhaltung durch die Landwirtschaftliche Produktionsgenossenschaft um 1960 wurde der Wald um Schwärzdorf auch für Weidezwecke genutzt, was dessen Vegetation beeinflusste. Die Anwesenheit von Wölfen in den Wäldern belegen Wolfsgruben und dort stattgefundene tödliche Stürze 1644 und 1717. Während der DDR-Zeit durfte der größte Teil des Waldes um Schwärzdorf nicht betreten werden, da er zum Schutzstreifen der Staatsgrenze zählte. Zur Verhinderung von Grenzübertritten wurden zusätzliche Wege durch den Wald angelegt (Kolonnenweg). Waldbesitzer durften nur mit staatlicher Genehmigung und Mengenbegrenzung Holz einschlagen. Die vorherrschende Baumart ist Fichte. Durch Trockenperioden wurde der Wald nachhaltig geschädigt und weist gegenwärtig (2023) zahlreiche Kahlschläge und Totholzgebiete durch Borkenkäfer auf. Große Schadensereignisse waren Windbrüche durch Orkane 1946 und zu Himmelfahrt 1958 (betroffen vor allem Landkreis Sonneberg) und Kyrill 2007.

#### Teichwirtschaft
Auf einer Karte von Schwärzdorf aus dem Jahr 1864 sind zehn größere Teiche im Bereich der heutigen Straßen Eichitzer Straße, Schulstraße, Wiesenstraße, Märzgasse, Talstraße zu sehen. Einen Teich besaß die Gemeinde. Bis auf den Teich Wöhner in der Talstraße wurden sie später zugeschüttet. Kessler von Sprengseysen vermerkt in seiner Topografie von 1781: Das aus Eichitz kommende und durch Schwärzdorf fließende Schwärzdorfer Wasser, (welches sich mit der Föritz vereinigt), habe eine so gut Qualität und werde gut beaufsichtigt, dass sich viele und gute Krebse darin befänden, welche an den Hof nach Meiningen geliefert werden. Alte Schwärzdorfer erinnern sich, dass sie in der Schwarza als Kinder Forellen fingen. Durch Einleitung von Klärgrubenabwässern in die Schwarza (ab den 1960er Jahren durch Umstellung der Trockenklosetts mit abflusslosen Gruben auf Spülklosetts mit Hauskläranlagen) verschlechterte sich die Wasserqualität. Nur einige Häuser der Wiesenstraße wurden 2017 an die Zentrale Kläranlage in Heubisch per Kanal angeschlossen.

## Dialekt
In Schwärzdorf wird Itzgründisch, ein mainfränkischer Dialekt, gesprochen. Schwärzdorf liegt als Ostrand des Landkreises Sonneberg an der Trennlinie des mainfränkischen zum oberfränkischen Dialekt, welchen bereits die Heinersdorfer sprechen.